# Puliyankudi
Puliyankudi là một thành phố và khu đô thị của quận Tirunelveli thuộc bang Tamil Nadu, Ấn Độ.

## Nhân khẩu
Theo điều tra dân số năm 2001 của Ấn Độ, Puliyankudi có dân số 60.142 người. Phái nam chiếm 50% tổng số dân và phái nữ chiếm 50%. Puliyankudi có tỷ lệ 64% biết đọc biết viết, cao hơn tỷ lệ trung bình toàn quốc là 59,5%: tỷ lệ cho phái nam là 73%, và tỷ lệ cho phái nữ là 54%. Tại Puliyankudi, 11% dân số nhỏ hơn 6 tuổi.